# Procapra
Procapra es un género de mamíferos artiodáctilos pertenecientes a la familia Bovidae que incluye tres especies de gacelas autóctonas de las estepas y desiertos del Asia central.

## Especies
- Procapra gutturosa (Pallas, 1777)
- Procapra picticaudata Hodgson, 1846
- Procapra przewalskii (Büchner, 1891)